# Reninge
Reninge är en ort i Belgien.   Den ligger i kommunen Lo-Reninge, i provinsen Västflandern och i regionen Flandern, i den västra delen av landet, 110 km väster om huvudstaden Bryssel. Reninge ligger 5 meter över havet och antalet invånare är 1 083.
Terrängen runt Reninge är mycket platt, och sluttar norrut. Runt Reninge är det tätbefolkat, med 266 invånare per kvadratkilometer.. Närmaste större samhälle är Ypern, 12,7 km sydost om Reninge.
Trakten runt Reninge består till största delen av jordbruksmark.